# Craugastor stadelmani
Craugastor stadelmani é uma espécie de anfíbio da família Craugastoridae.
É endémica das Honduras.
Os seus habitats naturais são: regiões subtropicais ou tropicais húmidas de alta altitude e rios.
Está ameaçada por perda de habitat.